# Tully River (vattendrag i Australien, Tasmanien)
Tully River är ett vattendrag i Australien. Det ligger i delstaten Tasmanien, i den sydöstra delen av landet, omkring 190 kilometer nordväst om delstatshuvudstaden Hobart.
I omgivningarna runt Tully River växer i huvudsak städsegrön lövskog. Trakten runt Tully River är nära nog obefolkad, med mindre än två invånare per kvadratkilometer. Genomsnittlig årsnederbörd är 2 835 millimeter. Den regnigaste månaden är augusti, med i genomsnitt 342 mm nederbörd, och den torraste är februari, med 113 mm nederbörd.